# Gabriele Paleotti
Gabriele Paleotti (Bolonia, 4 de octubre de 1522-Roma, 22 de julio de 1597) fue un cardenal italiano, arzobispo de Bolonia y personalidad destacada de la Contrarreforma, encargado de presidir las sesiones de la última fase del Concilio de Trento.

## Biografía
Segundo de los cinco hijos de Alessandro della Volpe, en 1546 se doctoró in utroque iure («en ambos derechos») por la Universidad de Bolonia y dos años más tarde comenzó a impartir lecciones de derecho civil en la misma universidad, además de ejercer como abogado del senado de Bolonia.
Tras recibir las órdenes menores, en 1549 fue nombrado canónigo del cabildo catedralicio boloñés aunque no llegó a ser ordenado sacerdote hasta algunos años más tarde. En 1556 fue designado juez del Tribunal de la Rota Romana, lo que le obligó a trasladarse a vivir en Roma.
Por encargo del papa Pío IV se incorporó en 1562 a las sesiones del Concilio de Trento, donde jugó un papel importante como consultor y canonista. Su Diario constituye uno de los documentos más interesantes para trazar la historia conciliar. Con Molanus y san Carlos Borromeo tuvo una destacada participación en la redacción y aprobación del decreto sobre las sagradas imágenes por el que se prohibía toda profanidad en la representación de la Virgen y los santos, se condenaban las imágenes apócrifas o carentes de fundamento histórico, para evitar su ridiculización por los protestantes, y se vedaba la introducción de novedades no aprobadas por los obispos, a los que se encomendaba la vigilancia de la propiedad y decencia de las imágenes en sus respectivas diócesis.
Durante las sesiones conciliares el papa lo elevó a la dignidad cardenalicia en el consistorio del 12 de marzo de 1565, recibiendo la diaconía de Santos Nereo y Aquileo, y se incorporó a la que llegaría a ser Congregación del Concilio.
El 30 de enero de 1566 fue nombrado obispo de Bolonia y ordenado sacerdote en la basílica de Santa Maria Maggiore en Roma el 8 de febrero; inmediatamente después, el 10 del mismo mes, fue consagrado obispo por el cardenal arzobispo de Milán Carlos Borromeo. Durante su gobierno el papa Gregorio XIII elevó en 1582 la sede episcopal de Bolonia al rango de archidiócesis metropolitana. Cardenal obispo más tarde de las sedes suburbicarias de Albano y Sabina y cardenal protopresbítero en 1587, falleció en 1597 y fue sepultado en la catedral de San Pedro de Bolonia.
Alabado por el celo con que introdujo en su diócesis las reformas tridentinas, en 1582 dio a la luz su célebre Discorso intorno alle immagini sacre e profane en el que amplificaba el decreto conciliar sobre la sagradas imágenes y dictaba las normas iconográficas y principios que debían seguir los artistas contrarreformistas, con amplia repercusión sobre los pintores de la escuela boloñesa, jugando así un papel decisivo en la transición desde el lenguaje figurativo tardomanierista al naturalismo clasicista romano-boloñés que se prestaba mejor a las nuevas exigencias del culto.